# Promozione Veneto 1972-1973
Nella stagione 1972-1973 la Promozione era il quinto livello del calcio italiano (il massimo livello regionale). Qui vi sono le statistiche relative al campionato in Veneto.
Il campionato è strutturato in vari gironi all'italiana su base regionale, gestiti dai Comitati Regionali di competenza. Promozioni alla categoria superiore e retrocessioni in quella inferiore non erano sempre omogenee; erano quantificate all'inizio del campionato dal Comitato Regionale secondo le direttive stabilite dalla Lega Nazionale Dilettanti, ma flessibili, in relazione al numero delle società retrocesse dal Campionato Interregionale e perciò, a seconda delle varie situazioni regionali, la fine del campionato poteva avere degli spareggi sia di promozione che di retrocessione.

## Girone A

### Squadre partecipanti
| Club              | Città                    |
| ----------------- | ------------------------ |
| A.C. Abano        | Abano Terme (PD)         |
| A.S. Arianese     | Ariano nel Polesine (RO) |
| A.C. Castelmassa  | Castelmassa (RO)         |
| U.S. Cerea        | Cerea (VR)               |
| A.C. Cardi Chievo | Verona (VR)              |
| A.C. Olimpia      | Cittadella (PD)          |
| A.C. Contarina    | Contarina (RO)           |
| A.C. Cornedo      | Cornedo Vicentino (VI)   |
| A.C. Este         | Este (PD)                |
| Monselice Calcio  | Monselice (PD)           |
| U.S. Rosolina     | Rosolina (RO)            |
| A.C. Sampietrese  | Castelnovo Bariano (RO)  |
| A.C. Schio        | Schio (VI)               |
| U.S. Tagliolese   | Taglio di Po (RO)        |
| A.C. Thiene       | Thiene (VI)              |
| A.C. Valdagno     | Valdagno (VI)            |

### Classifica finale
|  | Pos. | Squadra      | Pt | G  | V  | N  | P  | GF | GS | DR |
|  | ---- | ------------ | -- | -- | -- | -- | -- | -- | -- | -- |
|  | 1.   | Thiene       | 42 | 30 | 15 | 12 | 3  | 35 | 18 |    |
|  | 2.   | Schio        | 42 | 30 | 14 | 14 | 2  | 53 | 21 |    |
|  | 3.   | Contarina    | 38 | 30 | 11 | 16 | 3  | 31 | 18 |    |
|  | 4.   | Monselice    | 37 | 30 | 12 | 13 | 5  | 39 | 28 |    |
|  | 5.   | Rosolina     | 34 | 30 | 10 | 14 | 6  | 28 | 24 |    |
|  | 6.   | Castelmassa  | 31 | 30 | 8  | 15 | 7  | 34 | 30 |    |
|  | 6.   | Cerea        | 31 | 30 | 12 | 7  | 11 | 30 | 31 |    |
|  | 8.   | Olimpia      | 30 | 30 | 9  | 12 | 9  | 29 | 28 |    |
|  | 8.   | Sampietrese  | 30 | 30 | 8  | 14 | 8  | 32 | 33 |    |
|  | 8.   | Arianese     | 30 | 30 | 10 | 10 | 10 | 37 | 40 |    |
|  | 11.  | Cardi Chievo | 29 | 30 | 8  | 13 | 9  | 27 | 27 |    |
|  | 11.  | Abano        | 29 | 30 | 7  | 15 | 8  | 35 | 34 |    |
|  | 13.  | Tagliolese   | 28 | 30 | 8  | 12 | 10 | 31 | 28 |    |
|  | 14.  | Este         | 26 | 30 | 7  | 12 | 11 | 27 | 37 |    |
|  | 15.  | Cornedo      | 13 | 30 | 1  | 11 | 16 | 28 | 61 |    |
|  | 16.  | Valdagno     | 10 | 30 | 1  | 8  | 21 | 23 | 61 |    |

Verdetti
- Spareggio promozione:
  - a Vicenza il 20 maggio 1973 : Thiene-Schio 2-1.

## Girone B

### Squadre partecipanti
| Club                 | Città                      |
| -------------------- | -------------------------- |
| U.S. Calvi Noale     | Noale (VE)                 |
| A.C. Caorle          | Caorle (VE)                |
| A.C. Crocetta 1920   | Crocetta del Montello (TV) |
| A.C. Dolo            | Dolo (VE)                  |
| U.S. Eraclea         | Eraclea (VE)               |
| A.C. Fiesso d’Artico | Fiesso d'Artico (VE)       |
| G.S. Giorgione       | Castelfranco Veneto (TV)   |
| A.C. Jesolo          | Jesolo (VE)                |
| A.C. Julia           | Concordia Sagittaria (VE)  |
| G.S. Mira            | Mira (VE)                  |
| U.S. Miranese        | Mirano (VE)                |
| A.C. Pro Mogliano    | Mogliano Veneto (TV)       |
| U.S. Silea           | Silea (VE)                 |
| A.C. Spinea          | Spinea (VE)                |
| A.C. Vedelago        | Vedelago (TV)              |
| U.S. Vittorio Veneto | Vittorio Veneto (TV)       |

### Classifica finale
|  | Pos. | Squadra         | Pt | G  | V  | N  | P  | GF | GS | DR  |
|  | ---- | --------------- | -- | -- | -- | -- | -- | -- | -- | --- |
|  | 1.   | Caorle          | 45 | 30 | 17 | 11 | 2  | 39 | 17 | +22 |
|  | 2.   | Giorgione       | 39 | 30 | 14 | 11 | 5  | 41 | 21 | +20 |
|  | 3.   | Pro Mogliano    | 37 | 30 | 10 | 17 | 3  | 29 | 19 | +10 |
|  | 3.   | Jesolo          | 36 | 30 | 12 | 12 | 6  | 41 | 32 | +9  |
|  | 5.   | Vedelago        | 33 | 30 | 9  | 15 | 6  | 23 | 28 | -5  |
|  | 6.   | Dolo            | 31 | 30 | 9  | 13 | 8  | 19 | 17 | +2  |
|  | 7.   | Fiesso d'Artico | 28 | 30 | 9  | 10 | 11 | 29 | 29 | 0   |
|  | 7.   | Vittorio SMC    | 28 | 30 | 9  | 10 | 11 | 23 | 29 | -6  |
|  | 9.   | Mira            | 27 | 30 | 8  | 11 | 11 | 33 | 32 | +1  |
|  | 9.   | Spinea          | 27 | 30 | 7  | 13 | 10 | 34 | 33 | +1  |
|  | 9.   | Julia           | 27 | 30 | 9  | 9  | 12 | 26 | 25 | +1  |
|  | 9.   | Silea           | 27 | 30 | 7  | 13 | 10 | 28 | 27 | +1  |
|  | 13.  | Miranese        | 26 | 30 | 6  | 14 | 10 | 24 | 28 | -4  |
|  | 14.  | Calvi Noale     | 26 | 30 | 8  | 10 | 12 | 26 | 31 | -5  |
|  | 15.  | Eraclea         | 26 | 30 | 9  | 8  | 13 | 28 | 39 | -11 |
|  | 16.  | Crocetta 1920   | 17 | 30 | 5  | 7  | 18 | 18 | 56 | -38 |

Verdetti
- Il Calvi Noale, retrocesso in Prima Categoria per peggiore differenza reti, è stato in seguito riammesso.